# James M. Buchanan
James McGill Buchanan (Murfreesboro, Tennessee, 3 de octubre de 1919-Blacksburg, Virginia, 9 de enero de 2013) fue un economista estadounidense. Considerado el máximo representante de la teoría de la elección pública (Public choice), trató de ligar la economía con la política a través del Estado, entendido como la suma de voluntades individuales.

## Enfoque del análisis económico
Buchanan fue en gran parte responsable del renacimiento de la economía política como una búsqueda erudita. Buchanan enfatizó que la política pública no puede ser considerada en términos de distribución, sino que es siempre una cuestión de elección sobre reglas del juego que generan un patrón de intercambio y distribución. Su trabajo en la teoría de la elección pública se interpreta a menudo como el caso por excelencia del imperialismo de la economía; sin embargo, Amartya Sen sostuvo que Buchanan no debe ser identificado con el imperialismo de la economía, puesto que Buchanan ha hecho más que la mayoría para introducir la ética, y de hecho del pensamiento social en la economía. Crucial para entender el sistema de pensamiento de Buchanan es la distinción que él hizo entre la política y las políticas. La política trata sobre el establecimiento de las reglas del juego, mientras que las políticas se centran en las estrategias que los jugadores adoptan dentro de un sistema dado de reglas. «Las preguntas sobre cuáles son las buenas reglas del juego están en el dominio de la filosofía social, mientras que las preguntas sobre las estrategias que los jugadores adoptarán dentro de esas reglas son del dominio de la economía, y es el juego entre las reglas (filosofía social) y las estrategias (economía) lo que constituye lo que Buchanan define como economía política constitucional».
Buchanan apoyaba una tasa de impuesto marginal del 100% sobre todas las herencias por encima de cierta cantidad. Esta medida está en la línea de lo que ha sido defendido más tarde por Thomas Piketty.
La importante contribución de Buchanan al constitucionalismo es su desarrollo de la subdisciplina de la economía constitucional.
Según Buchanan, la ética del constitucionalismo es una clave para el orden constitucional y «se puede llamar el mundo kantiano idealizado [donde el individuo] que está haciendo el ordenamiento, junto con prácticamente todos sus compañeros, adopta la ley moral como regla general para Comportamiento». Buchanan rechaza «cualquier concepción orgánica del Estado como superior en sabiduría, a los ciudadanos de este estado». Esta posición filosófica constituye la base de la economía constitucional. Buchanan creía que toda constitución se creó para al menos varias generaciones de ciudadanos. Por lo tanto, debe ser capaz de equilibrar los intereses del Estado, la sociedad y cada individuo.
El trabajo de Buchanan Costo y Elección (ver más abajo en la Lista de publicaciones) es a menudo pasado por alto por sus contribuciones en la definición de los parámetros de costo de oportunidad. En él, escribe que los costos para los individuos determinan cuál es el precio de un bien o de un servicio. Por ejemplo, el trabajo físico que se requiere para cazar un animal, así como el precio de las herramientas necesarias para cazarlo y el tiempo dedicado a la caza, todos juegan un factor en el precio que un individuo pone en la carne. El precio de venta de la carne variará de persona a persona porque los costos de entrada requeridos para cada persona no son los mismos.
Buchanan se considera un cuasi-miembro de la Escuela austriaca de economía no formalmente asociado con la escuela sino compartiendo muchas ideas comunes. Como lo dice Buchanan: «Ciertamente tengo mucha afinidad con la economía austriaca y no tengo ninguna objeción a que me llamen austriaco. Hayek y Mises podrían considerarme austriaco, pero seguramente algunos no lo harían». Buchanan continuó diciendo que: «No conocí a Mises hasta que escribí un artículo sobre la elección individual y el voto en el mercado en 1954. Después de haber terminado el primer borrador, volví a ver lo que Mises había dicho en Human Action. Descubrí, sorprendentemente, que él se había acercado más a decir lo que yo estaba tratando de decir que cualquier otro».

## Premios
En 1986 fue laureado con el Premio del Banco de Suecia en Ciencias Económicas en memoria de Alfred Nobel por su desarrollo de las bases contractuales y constitucionales de la teoría económica y del proceso de toma de decisiones. 
En 2006 recibió la National Humanities Medal. La Universidad Francisco Marroquín le otorgó un doctorado honorífico en 2001 debido a su contribución a la economía.

## Obra
Sus principales obras son:
- Public principles of Public Debt (1958).
- Hacienda pública (1960)
- El cálculo del consentimiento, (The calculus of Consent. Logical Foundations of Constitutional Democracy) (en colaboración con Gordon Tullock) (1962).
- Cost and Choice. An inquiriy in economic theory (1969).
- Teoría de la elección pública (1972).
- El sector público en las economías de mercado (1979).
- The public finances. An introductory textbook (1980). Versión española ISBN 84-7130-366-3